# Вестервик
Вестервик (на шведски: Västervik) е град в лен Калмар, югоизточна Швеция. Главен административен център на едноименната община Вестервик. Разположен е на брега на Балтийско море. Намира се на около 180 km на югозапад от столицата Стокхолм и на около 135 km на североизток от Калмар. Основан е през 1275 г. Има крайна жп гара, летище и пристанище. Населението на града е 21 140 жители според данни от преброяването през 2010 г.

## Личности
Родени
- Стефан Едбери (р. 1966), шведски тенисист
- Елен Кей (1849 – 1926), шведска писателка, родена близо до Вестервик

Свързани с Вестервик
- Бьорн Улвеус (р. 1945), шведски музикант, живял в града